# Lista de advogados-gerais da União do Brasil
Esta é a lista de advogados-gerais da União, desde a fundação da Advocacia-Geral da União (AGU), em 1993.
| Nº | Nome                 | Nome                                        | Início                  | Fim                       | Presidente                |
| -- | -------------------- | ------------------------------------------- | ----------------------- | ------------------------- | ------------------------- |
| 1  |                      | José de Castro Ferreira                     | 12 de fevereiro de 1993 | 3 de maio de 1993         | Itamar Franco             |
| 2  |                      | Alexandre Dupeyrat                          | 3 de maio de 1993       | 30 de junho de 1993       | Itamar Franco             |
| —  |                      | Tarcísio Carlos de Almeida Cunha (interino) | 30 de junho de 1993     | 5 de julho de 1993        | Itamar Franco             |
| 3  |                      | Geraldo Quintão                             | 5 de julho de 1993      | 1 de janeiro de 1995      | Itamar Franco             |
| 3  | 1 de janeiro de 1995 | Geraldo Quintão                             | 24 de janeiro de 2000   | Fernando Henrique Cardoso |                           |
| —  |                      | Walter do Carmo Barletta (interino)         | 24 de janeiro de 2000   | Fernando Henrique Cardoso | 31 de janeiro de 2000     |
| 4  |                      | Gilmar Mendes                               | 31 de janeiro de 2000   | Fernando Henrique Cardoso | 20 de junho de 2002       |
| 5  |                      | José Bonifácio Borges de Andrada            | 20 de junho de 2002     | Fernando Henrique Cardoso | 1 de janeiro de 2003      |
| 6  |                      | Álvaro Augusto Ribeiro Costa                | 1 de janeiro de 2003    | 11 de março de 2007       | Luiz Inácio Lula da Silva |
| 7  |                      | Dias Toffoli                                | 11 de março de 2007     | 23 de outubro de 2009     | Luiz Inácio Lula da Silva |
| 8  |                      | Luís Inácio Adams                           | 23 de outubro de 2009   | 1 de janeiro de 2011      | Luiz Inácio Lula da Silva |
| 8  | 1 de janeiro de 2011 | Luís Inácio Adams                           | 3 de março de 2016      | Dilma Rousseff            |                           |
| 9  |                      | José Eduardo Cardozo                        | 3 de março de 2016      | Dilma Rousseff            | 12 de maio de 2016        |
| 10 |                      | Fábio Medina Osório                         | 12 de maio de 2016      | 9 de setembro de 2016     | Michel Temer              |
| 11 |                      | Grace Mendonça                              | 9 de setembro de 2016   | 1 de janeiro de 2019      | Michel Temer              |
| 12 |                      | André Mendonça                              | 1 de janeiro de 2019    | 28 de abril de 2020       | Jair Bolsonaro            |
| 13 |                      | José Levi                                   | 29 de abril de 2020     | 29 de março de 2021       | Jair Bolsonaro            |
| 14 |                      | André Mendonça                              | 30 de março de 2021     | 6 de agosto de 2021       | Jair Bolsonaro            |
| 15 |                      | Bruno Bianco Leal                           | 6 de agosto de 2021     | 31 de dezembro de 2022    | Jair Bolsonaro            |
| 16 |                      | Jorge Messias                               | 1 de janeiro de 2023    | em exercício              | Luiz Inácio Lula da Silva |